# Eupolis
Eupolis (ur. ok. 445 p.n.e., zm. ok. 410 p.n.e.) – grecki komediopisarz pochodzący z Aten.
Był jednym z najwybitniejszych przedstawicieli komedii staroattyckiej. Pierwszą sztukę wystawił w 429 p.n.e. Łącznie stworzył ich osiemnaście, z których zachowały się tylko tytuły oraz nieliczne fragmenty.